# Thorndon Park Reserve
Thorndon Park Reserve är en park i Australien. Den ligger i delstaten South Australia, nära delstatshuvudstaden Adelaide. Den ligger vid sjön Thorndon Park Reservoir.
Runt Thorndon Park Reserve är det ganska tätbefolkat, med 58 invånare per kvadratkilometer.. Närmaste större samhälle är Adelaide, nära Thorndon Park Reserve. 
I omgivningarna runt Thorndon Park Reserve växer i huvudsak blandskog. Genomsnittlig årsnederbörd är 593 millimeter. Den regnigaste månaden är juli, med i genomsnitt 95 mm nederbörd, och den torraste är december, med 13 mm nederbörd.